# Campeonato Europeo Sub-18 1955
El Campeonato Europeo Sub-18 1955 se jugó del 6 al 11 de abril en Italia y contó con la participación de 19 selecciones juveniles de Europa.
En esta ocasión no hubo un campeón, sino que solamente se jugó la fase de grupos, en la cual los ganadores de cada grupo fueron considerados como los campeones europeos.

## Participantes
| - Austria - Bélgica - Bulgaria - Checoslovaquia - Inglaterra | - Francia - Alemania - Hungría - Italia (anfitrión) - Luxemburgo | - Irlanda del Norte - Polonia - Portugal - Rumania - Sarre | - España - Suiza - Turquía - Yugoslavia |

## Grupo A
| País    | J | G | E | P | GF | GC | GD | Pts |
| ------- | - | - | - | - | -- | -- | -- | --- |
| Rumania | 3 | 2 | 1 | 0 | 3  | 1  | +2 | 5   |
| Austria | 3 | 2 | 0 | 1 | 7  | 3  | +4 | 4   |
| Francia | 3 | 1 | 0 | 2 | 4  | 6  | –2 | 2   |
| Bélgica | 3 | 0 | 1 | 2 | 1  | 5  | –4 | 1   |

| 6 de abril | Austria | 2–0 | Bélgica |
|            | Rumania | 1–0 | Francia |
| 8 de abril | Austria | 5–2 | Francia |
|            | Bélgica | 1–1 | Rumania |
| 10 abril   | Rumania | 1–0 | Austria |
|            | Francia | 2–0 | Bélgica |

## Grupo B
| País             | J | G | E | P | GF | GC | GD | Pts |
| ---------------- | - | - | - | - | -- | -- | -- | --- |
| Italia           | 2 | 2 | 0 | 0 | 4  | 0  | +4 | 4   |
| Alemania Federal | 2 | 0 | 1 | 1 | 0  | 1  | –1 | 1   |
| Portugal         | 2 | 0 | 1 | 1 | 0  | 3  | –3 | 1   |

| 7 de abril  | Portugal         | 0–3 | Italia           |
| 9 de abril  | Alemania Federal | 0–0 | Portugal         |
| 11 de abril | Italia           | 1–0 | Alemania Federal |

## Grupo C
| País              | J | G | E | P | GF | GC | GD | Pts |
| ----------------- | - | - | - | - | -- | -- | -- | --- |
| Bulgaria          | 3 | 2 | 1 | 0 | 13 | 4  | +9 | 5   |
| España            | 3 | 2 | 1 | 0 | 8  | 3  | +5 | 5   |
| Polonia           | 3 | 0 | 1 | 2 | 3  | 10 | –7 | 1   |
| Irlanda del Norte | 3 | 0 | 1 | 2 | 2  | 9  | –7 | 1   |

| 7 de abril  | España            | 2–2 | Bulgaria          |
|             | Irlanda del Norte | 1–1 | Polonia           |
| 9 de abril  | Bulgaria          | 5–1 | Irlanda del Norte |
|             | Polonia           | 1–3 | España            |
| 11 de abril | Bulgaria          | 6–1 | Polonia           |
|             | España            | 3–0 | Irlanda del Norte |

## Grupo D
| País       | J | G | E | P | GF | GC | GD  | Pts |
| ---------- | - | - | - | - | -- | -- | --- | --- |
| Hungría    | 3 | 3 | 0 | 0 | 10 | 1  | +9  | 6   |
| Yugoslavia | 3 | 2 | 0 | 1 | 8  | 2  | +6  | 4   |
| Turquía    | 3 | 1 | 0 | 2 | 4  | 6  | –2  | 2   |
| Luxemburgo | 3 | 0 | 0 | 3 | 3  | 16 | –13 | 0   |

| 6 de abril  | Yugoslavia | 1–0 | Turquía    |
|             | Luxemburgo | 1–5 | Hungría    |
| 8 de abril  | Yugoslavia | 7–0 | Luxemburgo |
|             | Hungría    | 3–0 | Turquía    |
| 10 de abril | Hungría    | 2–0 | Yugoslavia |
|             | Turquía    | 4–2 | Luxemburgo |

## Grupo E
| País           | J | G | E | P | GF | GC | GD | Pts |
| -------------- | - | - | - | - | -- | -- | -- | --- |
| Checoslovaquia | 3 | 3 | 0 | 0 | 6  | 2  | +4 | 6   |
| Inglaterra     | 3 | 1 | 1 | 1 | 3  | 2  | +1 | 3   |
| Sarre          | 3 | 1 | 0 | 2 | 4  | 6  | –2 | 2   |
| Suiza          | 3 | 0 | 1 | 2 | 3  | 6  | –3 | 1   |

| 7 de abril  | Checoslovaquia | 1–0 | Inglaterra     |
|             | Sarre          | 3–1 | Suiza          |
| 9 de abril  | Inglaterra     | 3–1 | Sarre          |
|             | Suiza          | 2–3 | Checoslovaquia |
| 11 de abril | Inglaterra     | 0–0 | Suiza          |
|             | Checoslovaquia | 2–0 | Sarre          |